# Nicolás de la Cuadra

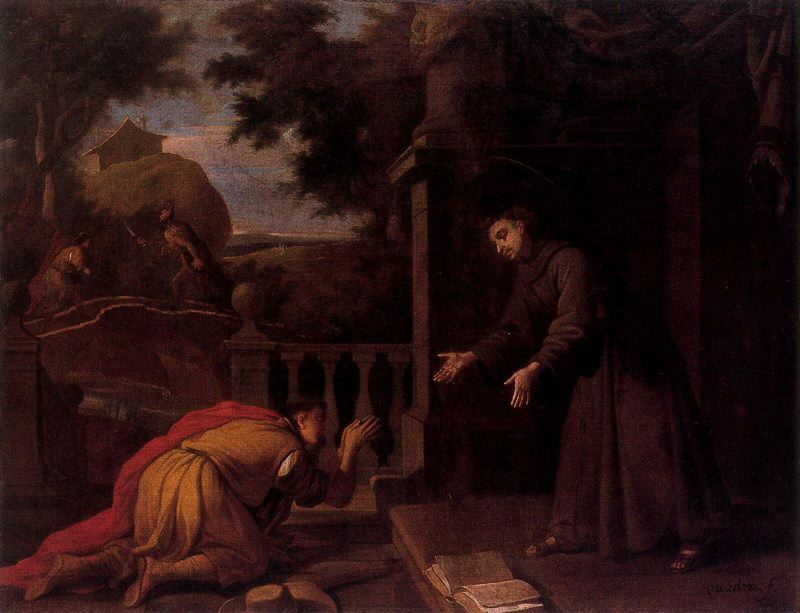
Un caminante agradece a San Francisco de Asís el haberle liberado del demonio, Vitoria, Museo de Bellas Artes.

Nicolás Antonio de la Cuadra, o Quadra, según firmaba sus obras (San Julián de Musquiz, 1663-Bilbao, 1728), fue un pintor barroco español.
A pesar del elevado número de sus pinturas y de haber firmado muchas de ellas, Nicolás de la Cuadra ha sido un pintor prácticamente desconocido hasta fechas relativamente recientes. No mencionado por Palomino, Jovellanos y luego Ceán Bermúdez llegaron a ver su firma en alguna obra sin alcanzar a tener noticias del pintor. Ceán tan solo conocía el retrato de tamaño natural de un obispo firmado en 1695, conservado en el claustro principal del convento del Carmen Calzado de Madrid (actual parroquia del Carmen y san Luis) pintado, según decía, «con mucha maestría y espíritu por este profesor desconocido», añadiendo que era «grande y bien compuesto, con un trozo de arquitectura bien entendida; y según el estilo pertenece a la escuela de Claudio Coello».
Mejor informado estuvo Isidoro Bosarte, que en su Viaje a Segovia, Valladolid y Burgos se ocupó de «don Nicolás de la Quadra», «natural, o a lo menos vecino de Bilbao», al tratar de los retratos de la capilla de Santa Catalina en el claustro de la catedral de Burgos y del cuadro grande de San Juan de Ortega, en el crucero de la misma iglesia catedral, que juzgaba lo mejor de Cuadra en Burgos y merecedor de que se abriese estampa para preservarlo por estar muy amenazado por la humedad.

## Biografía y obra
Cuadra fue bautizado el 6 de noviembre de 1663 en la parroquia de San Julián de Musquiz. Aunque se ignora todo lo relativo a su formación artística, esta debió de tener lugar en Madrid, donde se le documenta en los últimos años del siglo XVII e inicios del XVIII, además de lo que manifiesta su estilo, deudor de Claudio Coello y de Francisco Rizi.
Consta que en 1706 había retornado a Vizcaya instalándose en Bilbao, donde ese mismo año contrajo matrimonio con Manuela de Villalón, hija de un dorador. Pintor prolífico, con una abundante producción y numerosas obras firmadas, desde Bilbao trabajó para diversas poblaciones de Vizcaya, Guipúzcoa, Álava y La Rioja, además de hacerlo para la catedral de Burgos, y no dudó en aceptar obras menores de dorado y policromado e incluso realizar tareas de agente artístico, con algún desplazamiento a la corte. 
De sus primeros años en Madrid quedan los dibujos que adornan con alegorías y motivos mitológicos los nueve folios en pergamino del título del marqués de Canillejas, Gonzalo Guillermo Fernández de Córdoba, firmado el primero en 1696,  una Inmaculada firmada y fechada en 1698 (Museo de Bellas Artes de Bilbao), que parece conjugar modelos inmaculistas de Claudio Coello, Juan Carreño de Miranda y Antonio Palomino, y los retratos reales, de Felipe III a Felipe V, más las reinas María Ana de Neoburgo y María Luisa Gabriela de Saboya, colocados sobre las hornacinas de la iglesia de San Antonio de los Portugueses de Madrid, con otros dos conservados en la sacristía (Felipe V en armadura y María Luisa Gabriela de Saboya), anteriormente atribuidos a Francisco Ignacio Ruiz de la Iglesia, quien podría ser autor únicamente del retrato de Mariana de Austria. Entre 1702 y 1703 Cuadra cobró de la Hermandad del Refugio 3120 reales para sí y sus oficiales por la pintura de los citados retratos, conservados en su lugar, además de la pintura de las puertas de los sagrarios, la del intradós del arco de entrada y la limpieza y arreglo de cuantas pinturas se encontrasen maltratadas.
Tras establecerse en Bilbao son numerosas las obras documentadas o firmadas, comenzando con las pinturas del retablo de la parroquia de Pasajes de San Juan (Guipúzcoa), documentado en 1708, donde destaca el lienzo de la Visitación y la serie de obispos y arzobispos de Burgos y de las diócesis agregadas de Oca, Gamonal y Valpuesta, de la que se ocupó entre 1712 y 1714 por encargo del obispo Manuel Francisco Navarrete y Ladrón de Guevara. Destinada a la capilla de Santa Catalina del claustro catedralicio con objeto de sustituir un episcopologio anterior, suman 112 retratos derivados en algún caso de estampas y un tanto convencionales, excepto el del comitente, más personal, con el que se cerraba la serie abierta por Santiago el Mayor como primer obispo de Oca. Por encargo del mismo obispo y para la iglesia de Elciego, de donde era natural, pintó en 1713 el Martirio de los santos Manuel, Sabelio e Ismael, y el Martirio de santa Margarita y poco después, para la propia catedral de Burgos, el monumental lienzo del Milagro de san Juan de Ortega, fechado en 1718. 
Para el convento de la Concepción de los Recoletos Franciscanos de Vitoria, conocido como convento de San Antonio, pintó una serie de historias de las vidas de los santos Francisco de Asís y Antonio de Padua formada originalmente por veinticuatro óleos, según declaraba el propio Cuadra en su primer testamento, fechado en 1724, donde mencionaba la serie como no terminada. A ellos aludió elogiosamente Jovellanos, excediéndose un tanto en el elogio al describirlos como «buenos cuadros pintados en este siglo de mano de un tal Cuadra, que firmó. Son ciertamente lo mejor que se hizo desde Palomino a la institución de la Academia». Seis de ellos se conservaron en el palacio de la Diputación Foral de Álava, entre los que se encuentra, firmado, el que representa el Agradecimiento de un caminante a san Francisco por haberle salvado del demonio y San Antonio de Padua con el Niño, actualmente en el Museo de Bellas Artes de Vitoria y el San Antonio de Padua y el corazón del avaro guardado en el Museo Diocesano de Arte Sacro de Álava. Una serie de diez lienzos de la Vida de la Virgen, fechado alguno de ellos en 1726, se encuentra en la Casa de Misericordia de Bilbao procedente posiblemente del convento de los Santos Juanes. En ellos se han visto influencias de Rubens a través de la estampa, si bien el alargamiento y ligereza de lo trazos del pincel, aplicados con poco pasta, y el alargamiento de sus figuras, lo alejan del pintor flamenco. Un año posterior es el retablo de San Diego de Alcalá en la iglesia de Santa María de Güeñes (Vizcaya). También firmados, aunque su datación es incierta, son los cuatro cuadros de la vida de la Virgen y de la infancia de Cristo de la catedral de Santo Domingo de la Calzada (La Rioja).